# ورخنزیسک
ورخنزیسک (به لاتین: Verkhnezeysk) یک منطقهٔ مسکونی در روسیه است که در استان آمور واقع شده‌است.